# Batalla de Gal·lípoli (1305)
La batalla o setge de Gal·lípoli va ser un conflicte armat de la Venjança Catalana que va tenir lloc a Tràcia el 1305 on els almogàvers assetjats a la ciutat de Gal·lípoli van trencar el setge de l'exèrcit romà d'Orient causant-li nombroses baixes.

## Antecedents
L'assassinat a traïció de Roger de Flor i l'intent d'extermini deixen la Companyia Catalana d'Orient en una situació desesperada. Envoltats d'enemics, lluitant successivament o a la vegada amb turcs, alans, grecs i genovesos. Amb el seu esforç per a sobreviure, els almogàvers es llançaren durant els següents dos anys a la Venjança Catalana, una guerra de devastació i extermini tot al llarg de l'Imperi Romà d'Orient complint abans amb totes les lleis de l'honor, desafiant noblement al Basileus i declarant la guerra a l'Imperi Romà d'Orient. Berenguer d'Entença i de Montcada envia missatgers a Rodostó que com a resposta, foren esquarterats.
La República de Gènova, gelosa de la influència que adquirien els Catalans a Constantinoble i el temor que aquests cooperessin amb Carles de Valois intentaren augmentar la desconfiança entre Andrònic II Paleòleg i la Companyia, per tal de mantenir el seu estatus.

## Setge de Gal·lípoli

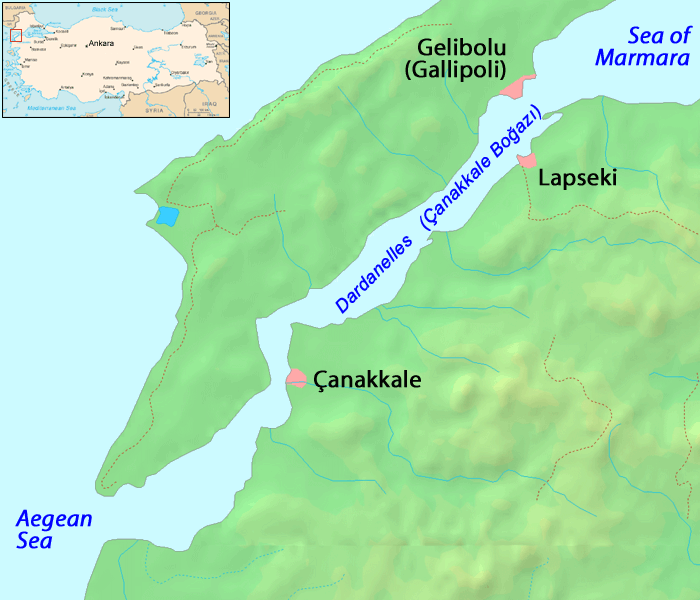
Mapa de la península de Gal·lípoli

Les tropes romanes d'Orient, formades per 14.000 cavallers i 30.000 infants entre grecs, alans i turcoples, posen setge a Gal·lípoli. Assetjat Berenguer d'Entença i de Montcada, planeja una incursió contra Constantinoble i parteix cap a Recrea amb 5 galeres, deixant a Gal·lipoli una host formada per 206 homes a cavall i 1.256 homes a peu capitanejats per Ramon Muntaner com a capità de Gal·lipoli, Bernat de Rocafort (Semescal) i 6 cavallers (Ramon Muntaner cita Guillem de Siscar, Ferran Gorí, Joan Peris, Guillem Peris de Caldes i N'Eixemèn d'Alberó), i envia ambaixadors a Sicília per a demanar socors.
Entença i els seus almogàvers prenen l'illa de Propòntida saquejant i matant gran part dels seus pobles. Posteriorment es dirigeix a Recrea, ciutat situada a 24 milles de Constantinoble, saqueja la ciutat i mata gran part dels seus habitants. Andrònic, alertat de la pèrdua de la ciutat envia tropes cap ella comandades pel seu fill Joan, que són superades pels almogàvers, que tornen a Gal·lipoli.
De tornada la flota almogàver es troba amb 18 galeres genoveses. Eduardo Doria, capità de l'estol gènoves, inicià converses amb la flota almogàver i convenç Entença d'anar a la nau capitana, on celebraren un sopar i Entença hi passà la nit. A l'intentar tornar a la seva nau Entença és detingut pels genovesos i aquests ataquen les 5 galeres almogàvers. Els almogàvers són derrotats i Entença fet presoner. Doria aprofità l'ocasió per deslliurar-se d'Entença, la persona de major prestigi que quedava a la companyia, prèvia consulta amb el genovesos de Constantinoble i l'emperador Andrònic. Gènova fingí desautoritzar l'acció en diferents cartes enviades a Jaume el Just.

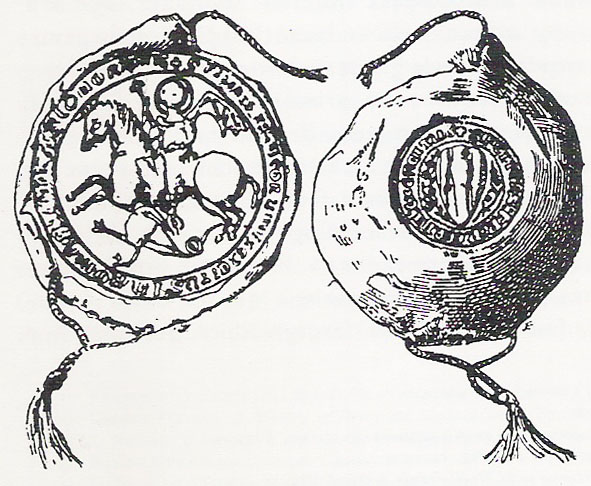
Gravat del del segell que la Companyia va fer el 1305

La notícia de la captura d'Entença arriba a Gal·lipoli. Els pocs efectius de la host que han estat resistint el setge prenen la decisió de resistir fins al final, enfonsen els seus vaixells i disposen el seu govern: Nomenen Bernat de Rocafort cabdill de la companyia i dotze consellers (amb igual poder que Rocafort, que complia les resolucions preses pel consell), i feren un segell per als seus missatges i missives, amb el lema: Sigillum felicis exerciti Francorum in Romaniae parte comorantis ( ‘Segell del benaurat exèrcit dels francs establert a la regió de Romania’).
La companyia resistia el setge causant força baixes a l'enemic, amb tot aquest seguia sent molt superior numèricament i la companyia no es podia permetre un degoteig constant de baixes. Els assetjats decideixen presentar batalla oberta. El 21 de juny els almogàvers surten de Gal·lipoli i presenten batalla, destrossen la primera línia romana d'Orient (Ramon Muntaner indica en la seva crònica que la virulència del primer xoc fou tal que tingué la sensació que Gal·lipoli patia un terratrèmol), la qual es veu obligada a retirar-se, El reforç romà d'Orient atura momentàniament l'avanç almogàver. Al crit de Via Sus! Via Sus! Sant Jordi! Sant Jordi! els almogàvers redoblen esforços i fan retrocedir aquesta segona línia i es llencen a la persecució, al llarg de 24 milles, de les tropes romanes d'Orient. A mitjanit els almogàvers tornen a Gal·lípoli victoriosos. Les baixes almogàvers foren d'un cavaller i dos infants, mentre que dels vençuts en moriren 20.000 infants i 6.000 cavallers.